# 王若飞

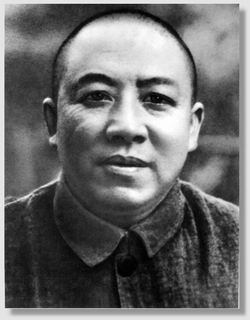
王若飛

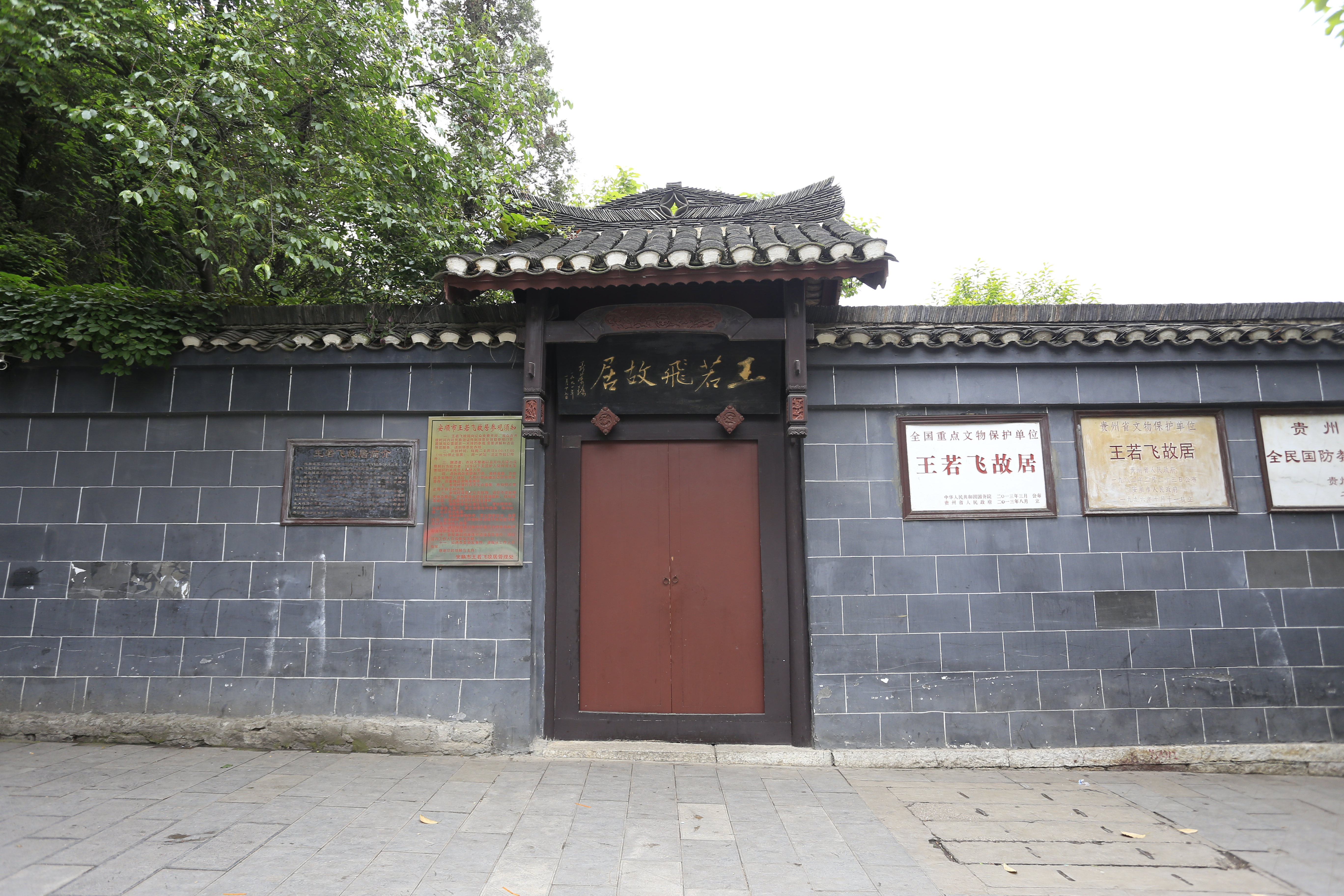
安顺王若飞故居

王若飞（1896年10月11日—1946年4月8日），原名运生，字继任，贵州安顺人，中国共产党革命烈士。

## 生平
王于1903年迁居贵阳，跟随其舅黄齐生生活。1919年后，先后赴日本、法国留学。1922年在巴黎加入中国少年共产党，后转入中国共产党。1923年赴苏联莫斯科学习，1925年回国。
回国后，李大钊派遣其负责共产党在河南的工作。1926年调往上海党中央机关，出任中共中央秘书部主任，协助陈独秀工作。1927年4月初，随中共中央机关迁至武汉办公，出席中国共产党第五次全国代表大会，负责大会的总务工作。
1927年中国国民党和中国共产党决裂。八七会议之后，王负责在江苏南部发起了几次农民起义。1928年，王赴莫斯科出席中国共产党第六次全国代表大会，在会上，王为陈独秀作了辩解，并提名其依旧出任中央委员，遭到其他代表的抨击，险些被开除出党。
此后，王留莫斯科，进入列宁学院学习。1931年回国，负责在西北为共产党开展活动。同年在包头被捕入狱，1937年国共合作之后方在太原被释放。之后在延安历任陕甘宁特区党委统战部长、宣传部长、中央军委参谋长，中共中央华北华中工作委员会秘书长，中央党务研究室主任，中共中央秘书长等职。1944年后，负责与国民党的联系和谈判。1945年同毛泽东、周恩来等一同参加重庆谈判。1946年4月8日，同博古、叶挺、黄齐生等人一同返延安时因飞机失事在山西遇难。